# Квіткокол чорний
Квіткокол чорний (Diglossa humeralis) — вид горобцеподібних птахів родини саякових (Thraupidae). Мешкає в Андах.

## Опис
Довжина птаха становить 13-14 см, вага 9,6-14,3 г. Самці номінативного підвиду мають повністю чорнп забарвлення з синюватим відблиском. Очі карі, дзьоб чорний, вигнутий догори, на кінці гачкуватий. Самиці номінативного підвиду чорні, відблиск в їх оперенні відсутній, крила і хвіст у них коричнюваті. Самці підвиду D. h. humeralis тьмяно-чорні, плечі у них синюваті, надхвістя сірувате. Самиці цього підвиду мають темно-буре забарвлення, надхвістя у них сіре. Представники номінативного підвиду D. h. nocticolor мають чорне забарвлення, надхвістя у них темно-сіре. Самиці цього підвиду є тьмянішими за самців.

## Підвиди
Виділяють три підвиди:
- D. h. nocticolor Bangs, 1898 — гірський масив Сьєрра-Невада-де-Санта-Марта на півночі Колуибії, гори Сьєрра-де-Періха на кордоні Колумбії і Венесуели;
- D. h. humeralis (Fraser, 1840) — Східний хребет Колумбійських Анд і Національний парк Ель-Тама[en] на заході Венесуели;
- D. h. aterrima Lafresnaye, 1846 — Західний і Центральний хребти Колумбійських Анд, Анди в Еквадорі і Перу.

## Поширення й екологія
Чорні квіткоколи мешкають у Венесуелі, Колумбії, Еквадорі і Перу. Вони живуть на узліссях гірських і карликових тропічних лісів, у високогірних чагарникових заростях, на високогірних луках, в парках і садах. Зустрічаються поодинці або парами, переважно на висоті від 2200 до 4000 м над рівнем моря. Не приєднуються до змішаних зграй птахів. Живляться нектаром і комахами.